# Puchar Pokoju i Przyjaźni 1970
Sezon 1970 Pucharu Pokoju i Przyjaźni – ósmy sezon Pucharu Pokoju i Przyjaźni. Mistrzem wśród kierowców został Vladislav Ondřejík (Lotus 41C), natomiast mistrzostwo narodów wywalczyła Czechosłowacja.

## Punktacja
Źródło: teamdan.com
| Miejsce | 1  | 2  | 3  | 4 | 5 | 6 | 7 | 8 | 9 | 10 | 11 | 12 |
| ------- | -- | -- | -- | - | - | - | - | - | - | -- | -- | -- |
| Punkty  | 15 | 13 | 11 | 9 | 8 | 7 | 6 | 5 | 4 | 3  | 2  | 1  |

## Kalendarz wyścigów
Źródło: formula2.net
| Runda | Data        | Tor       | Pole position      | Najszybsze okrążenie                | Zwycięzca (kierowcy) | Zwycięzca (zespoły) |
| ----- | ----------- | --------- | ------------------ | ----------------------------------- | -------------------- | ------------------- |
| 1     | 9 maja      | Hawierzów | ?                  | ?                                   | Vladislav Ondřejík   | ?                   |
| 2     | 7 czerwca   | Mińsk     | Vladislav Ondřejík | Vladimír Hubáček                    | Vladislav Ondřejík   | ?                   |
| 3     | 28 czerwca  | Szczecin  | ?                  | ?                                   | Vladimír Hubáček     | ?                   |
| 4     | 9 sierpnia  | Schleiz   | ?                  | Vladimír Hubáček Vladislav Ondřejík | Vladislav Ondřejík   | ?                   |
| 5     | 13 września | Frohburg  | odwołany           | odwołany                            | odwołany             | odwołany            |

## Klasyfikacja
| Legenda oznaczeń w tabelach wyników Wyświetl szablon na nowej stronie | Legenda oznaczeń w tabelach wyników Wyświetl szablon na nowej stronie                                                                     |
| Oznaczenie                                                            | Wyjaśnienie |
| --------------------------------------------------------------------- | --- |
| Złoty                                                                 | Zwycięzca lub mistrzostwo |
| Srebrny                                                               | 2. miejsce lub wicemistrzostwo |
| Brązowy                                                               | 3. miejsce lub II wicemistrzostwo |
| Zielony                                                               | Ukończył, punktował (w klasyfikacji generalnej, gdy zdobył co najmniej jeden punkt na przestrzeni sezonu, poza trzema powyższymi opcjami) |
| Niebieski                                                             | Ukończył, nie punktował (w klasyfikacji generalnej, gdy nie zdobył co najmniej jednego punktu na przestrzeni sezonu)                      |
| Czerwony                                                              | Nie zakwalifikował się (NZ) |
| Czerwony                                                              | Nie prekwalifikował się (NPK) |
| Różowy                                                                | Nie ukończył (NU) |
| Różowy                                                                | Niesklasyfikowany (NS) (w klasyfikacji generalnej, gdy nie został sklasyfikowany w żadnym wyścigu sezonu)                                 |
| Czarny                                                                | Zdyskwalifikowany (DK) |
| Czarny                                                                | Wykluczony (WYK/EX) |
| Biały                                                                 | Nie wystartował (NW) |
| Biały                                                                 | Kontuzjowany (K/INJ) |
| Biały                                                                 | Wyścig odwołany (OD/C) |
| Bez koloru                                                            | Został wycofany (WYC/WD) |
| Bez koloru                                                            | Nie przybył (NP/DNA) |
| Bez koloru                                                            | Nie brał udziału w treningach (NT/DNP) |
| Bez koloru                                                            | Nie został zgłoszony (–) |
| Pogrubienie                                                           | Start z pole position |
| Kursywa                                                               | Najszybsze okrążenie wyścigu |
| †                                                                     | Nie ukończył, ale jego rezultat został zaliczony ze względu na przejechanie więcej niż 90% dystansu wyścigu.                              |
| *                                                                     | Sezon w trakcie |
| 1/2/3                                                                 | Punktowana pozycja w sprincie kwalifikacyjnym                                                                                             |
| Lista systemów punktacji Formuły 1                                    | |

### Kierowcy
| Poz. | Kierowca           | HAW | MNS | SZC  | SLZ | Punkty |
| ---- | ------------------ | --- | --- | ---- | --- | ------ |
| 1    | Vladislav Ondřejík | 1   | 1   | 2    | 1   | 58     |
| 2    | Jurij Andriejew    | 2   | 2   | 4    | 3   | 46     |
| 3    | Vladimír Hubáček   | 10  | NU  | 1    | 2   | 31     |
| 4    | Heinz Melkus       | 5   | 3   | 9/10 | 7/8 | 28     |
| 5    | Ulli Melkus        | 9   | 4   | 6    | 5   | 27     |
| 6    | Ksawery Frank      | 6   | 7   | 3    | NU  | 24     |
| 11   | Enn Griffel        | -   | 14  | -    | 7   | ?      |
| 12   | Madis Laiv         | ?   | ?   | ?    | 8   | ?      |
| 13   | Henry Saarm        | ?   | 6   | ?    | 12  | ?      |
| ?    | Zbigniew Sucharda  | 3   | ?   | 5    | 14  | ?      |
| ?    | Longin Bielak      | 4   | ?   | ?    | ?   | ?      |
| ?    | Peter Findeisen    | ?   | 5   | ?    | 13  | ?      |
| ?    | Klaus-Peter Krause | ?   | ?   | ?    | 6   | ?      |
| ?    | Miroslav Fousek    | 7   | ?   | ?    | ?   | ?      |
| ?    | Frieder Rädlein    | 8   | ?   | ?    | ?   | ?      |
| ?    | Józef Kiełbania    | ?   | 8   | ?    | ?   | ?      |
| ?    | Anatolij Sebejkin  | NU  | ?   | ?    | 10  | ?      |
| ?    | Václav Bobek       | 11  | ?   | ?    | ?   | ?      |
| ?    | Tomáš Smetlanek    | ?   | ?   | ?    | 11  | ?      |
| ?    | Manfred Berger     | 12  | ?   | ?    | ?   | ?      |
| ?    | Jaroslav Mlček     | 13  | ?   | ?    | ?   | ?      |

### Zespoły
| Miejsce | Zespół         | Punkty |
| ------- | -------------- | ------ |
| 1       | Czechosłowacja | 101    |
| 2       | NRD            | 86     |
| 3       | Polska         | 65     |
| 4       | ZSRR           | 55     |